# 1682
1682 (MDCLXXXII) fue un año común comenzado en jueves, según el calendario gregoriano.

## Acontecimientos
- 12 de abril: un cometa pasa a la mínima distancia de la Tierra. Edmund Halley, con unos 25 años, avista el cometa y calcula que su órbita es de 76 años. Predice que regresaría en 1758.
- 7 de mayo: en Rusia, Pedro el Grande asciende al trono.
- 10 de junio: en el suroeste de Connecticut (EE. UU.) sucede el primer tornado que queda registrado en la Historia de ese país.
- 20 de junio: en el sur de Connecticut (EE. UU.) una violenta tormenta (que incluye a varios tornados) devasta varios pueblos, especialmente en el condado de Hartford. Deja un rastro  de árboles volteados de unos 800 m de ancho.
- 8 de diciembre: Domingo Terán de los Ríos funda el pueblo de Álamos en Sonora, México.

## Nacimientos
- 27 de junio: Carlos XII, rey sueco.
- 25 de febrero: Giovanni Battista Morgagni, anatomista italiano (f. 1771).

## Fallecimientos
- 6 de enero: Jusepe Martínez, pintor español (n. 1600).
- 3 de abril: Bartolomé Esteban Murillo, pintor español (n. 1618).
- 14 de abril: Avakúm, obispo y escritor ruso (f. 1621).
- 19 de octubre: Thomas Browne, escritor y médico inglés (n. 1605).